# Coptotettix modiglianii
Coptotettix modiglianii är en insektsart som beskrevs av Bolívar, I. 1898. Coptotettix modiglianii ingår i släktet Coptotettix och familjen torngräshoppor. Inga underarter finns listade i Catalogue of Life.